# 송푸 대교

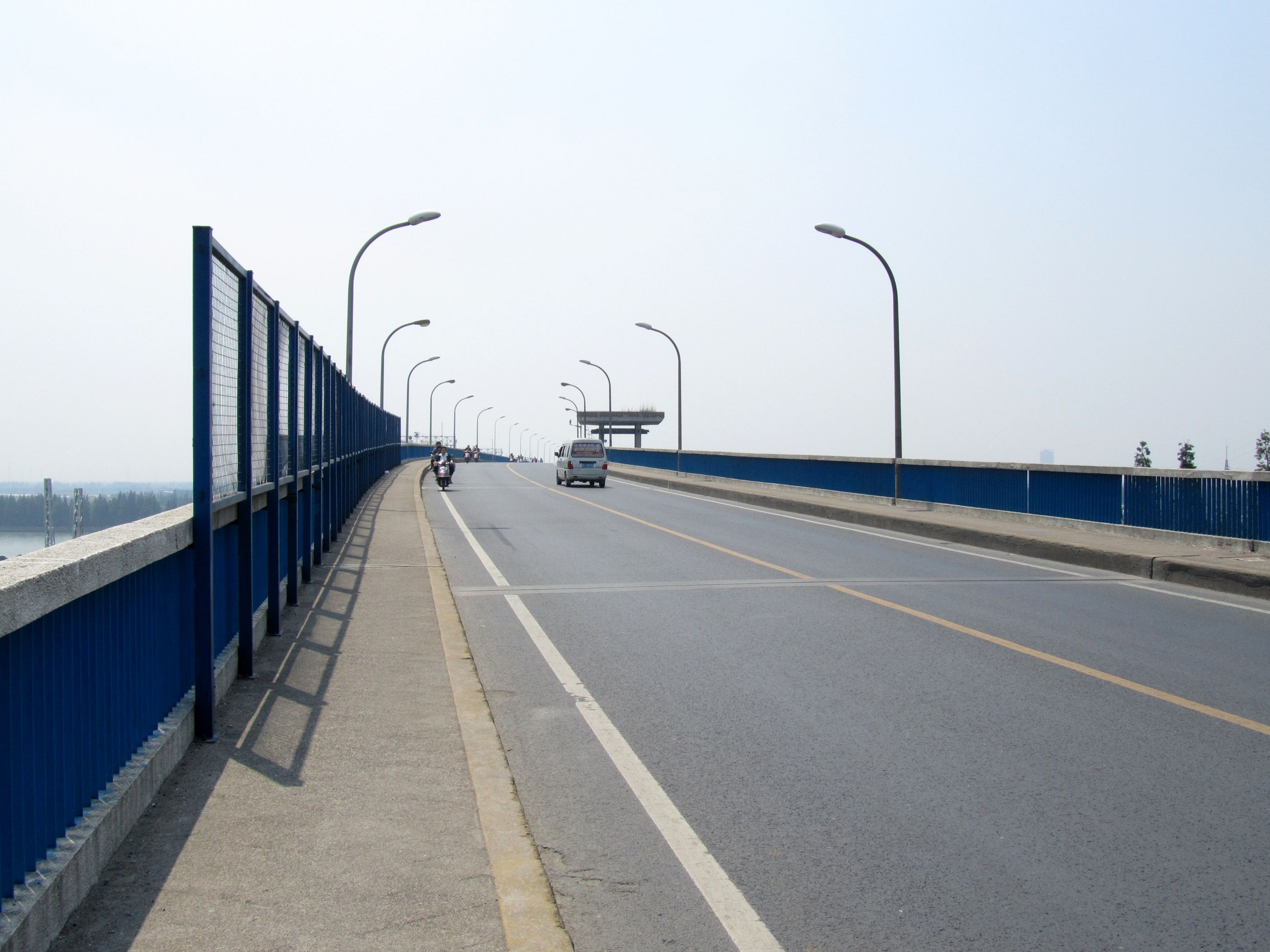
송푸 대교

송푸 대교(중국어 간체자: 松浦大桥, 정체자: 松浦大橋, 병음: Songpǔ Dàqiáo)는 중화인민공화국 상하이 황푸강에 건설된 최초의 다리이다. 초기의 이름은 황푸강 대교로 철도와 도로 두 가지 목적으로 건설되어 1976년에 완공되었다.

## 개요
송푸 대교는 전체 길이 1858.45m에 9m 너비으로 2차선 왕복으로 시작이 되었다. 양쪽 바깥으로는 1.5폭의 보행자 도로가 있다. 송푸 대교는 320번 국도의 일부이며, 초기에 건설되어 통행량을 수요 예측을 고려하기는 쉽지 않았다. 그래서 1987년에서 1995년 사이에 중수공사가 진행되었다. 송푸 대교의 하층 철도교는 후항철로(沪杭铁路)에 속하는 것으로 단선으로 전체 길이는 3047.6m의 길이를 가지며, 전철용으로 설계되지는 못했다.